# Ujaife ibne Ambaçá
Ujaife ibne Ambaçá (ʾUjayf ibn ʾAnbasa(h) - lit. "Ujaife, filho de Ambaçá"; m. 838) foi um dos mais seniores líderes militares do Califado Abássida sob os califas Almamune e Almotácime.

## História
Nada se sabe sobre a sua família, mas era provavelmente nativo da região do Grande Coração ou da Transoxiana. Aparece no início do século IX como um seguidor do governador rebelde Rafi ibne Alaite, que  ele rapidamente abandonou juntamente com a maior parte da população de Fergana e Tasquente quando o califa Harune Arraxide (r. 786–809) em pessoa realizou uma campanha no Coração em 808. Ujaife provavelmente pertencia ao mesmo grupo social que outros generais iranianos que foram empregados posteriormente por Almotácime como sua guarda "turca" (gulam) e que eram ou príncipes menores ou parte dos proprietários de terra locais ("dicãs").
Sob Almamune (r. 813–833), Ujaife se distinguiu como general, realizando campanhas no norte da Pérsia e suprimindo a revolta carijita de Bilal al-Dibabi em 829. Ujaife se manteve no posto no governo do meio-irmão e sucessor de Almamune, Almotácime, combatendo os jates no sul do Iraque em 834 e liderando diversas expedições contra os bizantinos na Ásia Menor. Ele foi também um dos líderes militares a ser aquartelado em Samarra, a nova capital do califa, e foi recompensado com as receitas provenientes do mercado da cidade de Ichticã (perto de Samarcanda).
Em 838, porém, durante a grande campanha de Almotácime contra a cidade bizantina de Amório, Ujaife se desentendeu com o califa sobre o aprovisionamento do exército, o último numa sequência de deslizes no entendimento dele, e Ujaife e seus aliados começaram a conspirar contra o califa. Ele era provavelmente o líder de um poderoso grupo nas forças militares abássidas que, já em 833, havia sido contra a ascensão de Almotácime em favor de seu sobrinho e filho de Almamune, Alabas. A agitação na época só terminou quando o próprio Alabás jurou fidelidade ao tio. Agora uma nova conspiração se formou para assassinar o califa e seus principais comandantes "turcos", Alafexim e Axinas. Porém, o plano foi descoberto, seus líderes foram presos e Ujaife foi executado